# 朱如楠
朱如楠，汉寿镶黄旗佐领下人，清朝政治人物。举人出身。
嘉庆二十一年复任，擔任廣東廣州府永安縣知縣（現紫金縣知縣）。后由葉廷芳接任。